# Fahéjszínű pityer
A fahéjszínű  pityer (Anthus cinnamomeus) a madarak osztályának verébalakúak (Passeriformes)  rendjébe és a billegetőfélék (Motacillidae) családjába tartozó faj.
A magyar név forrással nincs megerősítve.

## Előfordulása
Angola, Botswana,  Csád, a Dél-afrikai Köztársaság, Dzsibuti, Etiópia, Eritrea, Jemen,  Kamerun, Kenya, a Kongói Demokratikus Köztársaság, Lesotho, Nigéria, Malawi, Mozambik, Szomália, Szudán, Szváziföld, Tanzánia, Uganda, Zambia és Zimbabwe területén honos.

## Alfajai
- Anthus cinnamomeus annae
- Anthus cinnamomeus bocagei
- Anthus cinnamomeus cinnamomeus
- Anthus cinnamomeus eximius
- Anthus cinnamomeus grotei
- Anthus cinnamomeus itombwensis
- Anthus cinnamomeus lacuum
- Anthus cinnamomeus lichenya
- Anthus cinnamomeus lynesi
- Anthus cinnamomeus rufuloides
- Anthus cinnamomeus spurium
- Anthus cinnamomeus stabilis

## Megjelenése
Testhossza 15-17 centiméter.